# バニパルウィット 突然!猫の国
『バニパルウィット 突然!猫の国』（バニパルウィット とつぜん ねこのくに）は、なかむらたかし（原作・絵）と佐藤和治（文）による日本のファンタジー小説。1995年7月1日にキネマ旬報社より発売された。また同日になかむらたかし（原作）と三枝あ希子（文）による絵本版も発売された。
1998年5月30日に小説を原作としたアニメーション映画『とつぜん!猫の国 バニパルウィット』が公開された。

## ストーリー
小学5年生のトリヤスの家から、飼い犬のパパドールが突然いなくなってしまった。しかし、パパドールのことを心配する妹のミーコとは対照的に、トリヤスはパパドールのことに何の関心も抱いていなかった。
パパドールがいなくなってから一週間が過ぎた日の夜。トリヤスとミーコの家に、人の言葉を話す3匹の猫がやってきた。2人は猫たちによって、猫たちの暮らす国バニパルウィットに連れて来られ、その影響で猫になってしまった。戸惑うトリヤスに対し、猫たちは2人に「パパドールが巨大な怪物となって暴れているから、元の世界に連れ帰って欲しい」と頼み込んだ。パパドールは、バニパルウィットを支配しようとしているブブリーナによって怪物にされてしまっていたのだ。しかも、2日目の朝を迎えると、2人も怪物になってしまうという。そんな時、パパドールが街に現れ、ミーコがブブリーナの城に連れ去られてしまった。トリヤスはミーコとパパドールを取り戻すため、猫たちと協力してブブリーナに立ち向かうことになる。

## 登場キャラクター
トリヤス
小学5年生の男の子で本作の主人公。本名は「とりやまやすお」だが、皆からは名前をもじって「トリヤス」と呼ばれている。
宇宙人の存在を信じている。パパドールとは仲良しだったが、クラスメイトに馬鹿にされてからはパパドールと遊ばなくなり、同時に宇宙人のことも信じなくなる。
猫たちに頼まれ渋々協力していたが、ブブリーナとの闘いの中で、自分がパパドールに酷いことをしてしまったことに気付き、自分の意志でパパドールを取り戻そうと決意する。無事にパパドールを取り戻した後は、再びパパドールと一緒に遊ぶようになる。
ミーコ
トリヤスの妹。好奇心旺盛な性格で、無理を言ってバニパルウィットに付いて行く。
パパドール
トリヤスが飼っている犬。クラスメイトに馬鹿にされたトリヤスのやつ当たりを受け、それ以来犬小屋に引き籠るようになった。
ドウドウによってバニパルウィットに連れて来られ、怪物となってブブリーナに飼われる。
サンダダ
バニパルウィットの住民。魔法使い。トリヤスにパパドールを連れ帰るように頼み込む。
ヘノジィ、ホイホイ、スットボケ
バニパルウィットの住民。サンダダの弟子である三人組。トリヤスとミーコをバニパルウィットに連れて来る。
チュチュ
バニパルウィットの住民。サンダダの弟子であるメス猫。勝気で男勝りの性格をしている。当初はトリヤスと衝突していたが一緒に行動する内にお互い惹かれあう。
ブブリーナ
ブブリーナ城の王女。甘やかされて育ったため傲慢な性格になってしまい、何でも自分の思い通りになると思っている。そのためにレムラムによって、触れるもの全てが風船になる呪いをかけられてしまう。
バニパルウィットを支配しようと、パパドールを使って住民たちを襲わせている。
ドウドウ
バニパルウィットの住民。サンダダの弟子で、チュチュの兄。ブブリーナに惚れてしまい、サンダダの許から「魔法のグローブ」を持ち出し、ブブリーナに協力している。
レムラム
バニパルウィットの住民。魔法使い。ブブリーナのわがままのせいで娘のリリーが死んでしまったことに怒り、ブブリーナに呪いをかける。

## 既刊一覧

### 小説
- なかむらたかし（原作・絵）・佐藤和治（文）『バニパルウィット 突然!猫の国』（キネマ旬報社、1995年7月1日発売）ISBN 978-4-873-76133-6

### 絵本
- なかむらたかし（原作）・三枝あ希子（文）『バニパルウィット 突然!猫の国 絵本版』（キネマ旬報社、1995年7月1日発売）ISBN 978-4-873-76134-3

## 劇場アニメ
1995年7月25日に『バニパルウィット』として広島県の劇場で初公開。
その後『とつぜん!ネコの国 バニパルウィット』（とつぜん ネコのくに バニパルウィット）のタイトルで製作され、1998年5月30日に全国公開された。

### キャスト
- トリヤス - 堀裕晶
- ミーコ - 佐々木未来
- ブブリーナ - 日髙のり子
- チュチュ - 飯塚雅弓
- サンダダ - 山内雅人
- ヘノジィ - 永井一郎
- ホイホイ - 八奈見乗児
- スットボケ - 亀山助清
- ドウドウ - 岩田光央
- パパドール - 立木文彦
- 王様 - 島香裕
- 王妃 - 柊美冬
- レムラム - 松尾貴司
- リリー - 池田優こ
- トオル - 中崎達也
- カズマ - 舟越圭佑
- タクマ - 内大輔
- 兵士A（猫市民A） - 川中子雅人
- 兵士B（猫市民B） - 伊崎寿克
- 兵士C（猫市民C） - 斎藤周
- 兵士D（猫市民D） - 早矢仕裕之

### スタッフ
- 原作 - なかむらたかし（キネマ旬報社刊）
- 監督 - なかむらたかし
- 脚本 - なかむらたかし、小中千昭
- キャラクターデザイン、作画監督 - なかむらたかし
- 作画監督補佐 - 黒沢守
- 美術、背景 - 木村真二
- 色彩設定、色設定 - 村田恵里子
- 音響監督、音楽監督 - 三枝成彰
- 音楽 - 三枝成彰プロジェクト（三枝成彰、佐藤直紀、野村教祐、石川洋光、田垣内孝治）
- 音響効果 - 佐藤一俊
- 録音監督 - 斯波重治
- 録音調整 - 井上秀司
- 録音制作 - オムニバスプロモーション
- 音響プロデュース - ACクリエイト
- 撮影監督 - 長谷川肇
- 演出 - 矢吹勉
- 編集 - 瀬山武
- 編集助手 - 水田経子
- 特殊効果 - 干場豊
- アニメーション制作 - トライアングルスタッフ
- 制作プロデュース - パイオニアLDC
- 製作 - バンダイビジュアル、ACクリエイト

### 主題歌
エンディングテーマ「夢への扉」
作詞 - 室生あゆみ / 作曲 - 三枝成彰 / 歌 - 飯塚雅弓、杉並児童合唱団

### 映像作品

#### VHS
- 『とつぜん!ネコの国 バニパルウィット』（バンダイビジュアル、1998年9月25日発売）
- 『たのしいえいがシリーズ「とつぜん!ネコの国 バニパルウィット」【劇場版】〜ばっちしVシリーズ』（バンダイビジュアル、1998年12月18日発売）

#### LD
- 『とつぜん!ネコの国 バニパルウィット』（バンダイビジュアル、1998年9月25日発売）